# Chaber wielkogłówkowy
Chaber wielkogłówkowy (Centaurea macrocephala Muss. Puschk. ex Willd.) – gatunek rośliny z rodziny astrowatych. Pochodzi z Kaukazu i Azji Zachodniej (Azerbejdżan, Armenia, Turcja), ale rozprzestrzenił się gdzieniegdzie poza obszarem rodzimego występowania. W Polsce jest uprawiany jako roślina ozdobna.

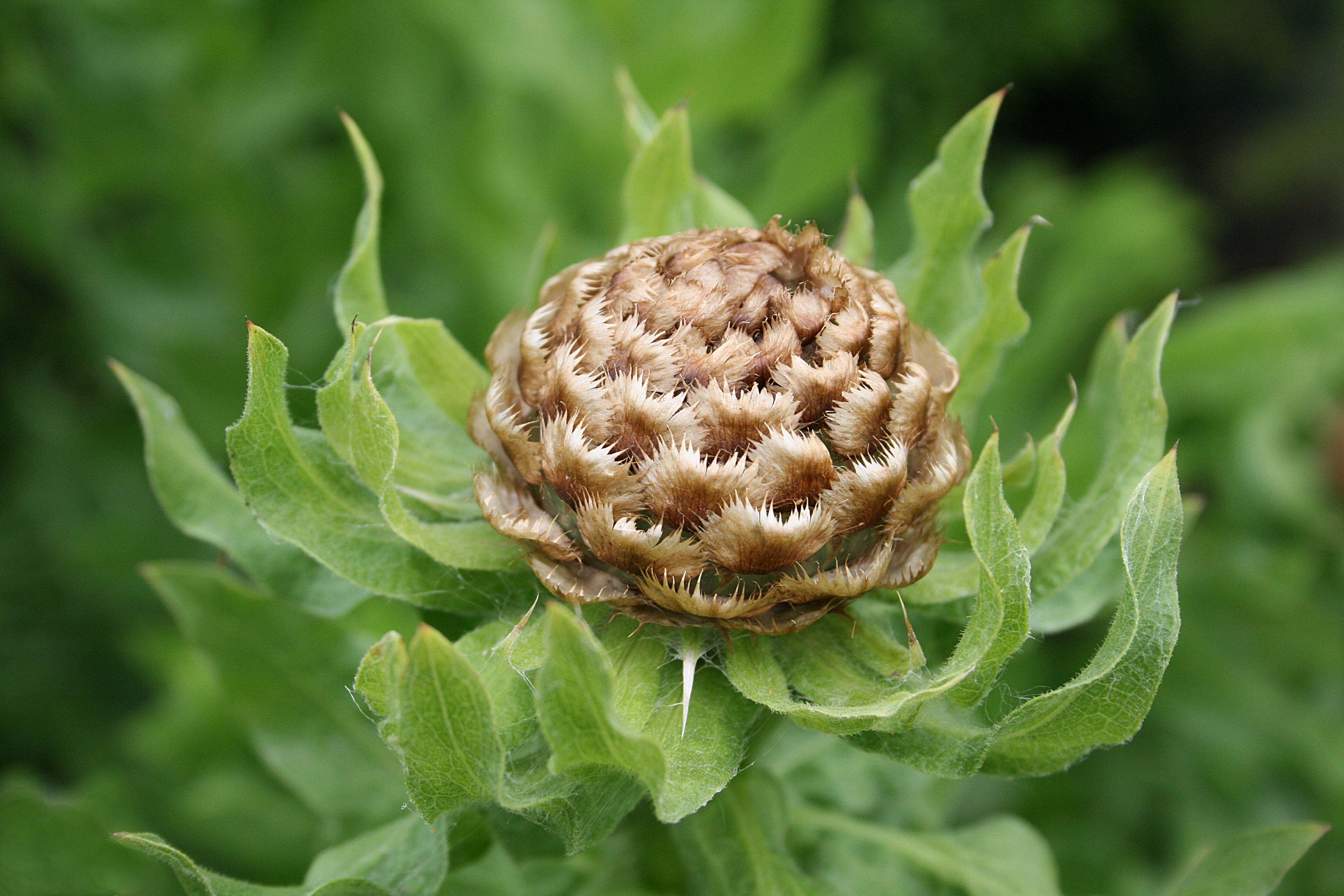
Pąk kwiatostanowy

## Morfologia
PokrójMa od 60 do 100 cm wysokości.
ŁodygiSztywne, wyprostowane, wewnątrz puste.
LiścieDuże, pojedyncze, o nieco ząbkowanym brzegu, szorstkie.
KwiatKwiatostany są koszyczkowate, żółte. Pąki kwiatowe okryte są brązowymi łuskami.

## Biologia i ekologia
Bylina. Kwitnie w lipcu i sierpniu. 

## Zastosowanie
Uprawiany jako roślina ozdobna. Ma zastosowanie jako kwiat cięty i do suchych bukietów. Jest ładny także po przekwitnięciu.

## Uprawa
Wymaga stanowiska słonecznego i ciepłego. Rośnie na glebie suchej do lekko suchej, gdyż dobrze znosi suszę. Po kwitnieniu należy przyciąć pędy, inaczej będą usychać i brązowieć. Najlepiej komponuje się na suchych, nasłonecznionych rabatach oraz w większych grupach do dużych ogrodów. Może też rosnąć pojedynczo.